# 1858 en musique
| \| • Retour à la chronologie générale de la musique populaire • \| |
| XXIe siècle • XXe siècle • XIXe siècle • XVIIIe siècle XVIIe siècle • XVIe siècle • XVe siècle • XIVe siècle XIIIe siècle • XIIe siècle • XIe siècle • Xe siècle IXe siècle • VIIIe siècle • Haut Moyen Âge • Rome • Grèce |
| • Retour à la chronologie générale de la musique populaire • |

| • Retour à la chronologie générale de la musique populaire • |

| Années de la musique populaire : 1855 - 1856 - 1857 - 1858 - 1859 - 1860 - 1861    |
| Décennies de la musique populaire : 1820 - 1830 - 1840 - 1850 - 1860 - 1870 - 1880 |

## Événements
- Création de la goguette parisienne Goguette des Gnoufs-Gnoufs ; elle regroupe des chansonniers, vaudevillistes et gens du théâtre et tire son nom de la Ronde des gnouf, gnouf dans l'opérette Le Punch Grassot d'Eugène Grangé et Alfred Delacour.
- Ouverture à Paris du café-concert parisien l'Alcazar qui prend le nom d'Alcazar d'hiver en 1860[1].
- Création de l'orphéon de Salies-de-Béarn en France.

## Naissances
- 11 février : Johannes Bolte, chercheur en littérature et folkloriste allemand, membre de la commission de travail pour l'établissement du Volksliederbuch für Männerchor (Recueil de chants populaires pour chœurs d'hommes), collection de 610 chants populaires publiée en 1906 († 25 juillet 1937).
- 15 juillet : Maxime Guy, parolier et chansonnier français († 21 août 1902).
- 24 juillet : Mario Pasquale Costa, compositeur, pianiste et ténor italien, compositeur de chansons napolitaines, mort en 1933
- 27 décembre : Jeanne Bloch, dite Block, chanteuse comique et actrice française, morte en 1916

- Date précise inconnue : 
  - Fränzli Waser, violoniste et clarinettiste yéniche suisse, l'un des premiers à faire entrer le schwyzerörgeli (petit accordéon schwyzois) dans la musique populaire suisse, mort en 1895.